# جورج فيشر (لاعب كرة قدم)
جورج فيشر (بالإنجليزية: George Fisher)‏ (19 يونيو 1925 في المملكة المتحدة - 30 أغسطس 2015) هو لاعب كرة قدم بريطاني (وحمل سابقاً جنسية المملكة المتحدة لبريطانيا العظمى وأيرلندا) في مركز الدفاع. لعب مع كولتشستر يونايتد ونادي فولهام ونادي ميلوول وويلينج يونايتد.